# Svømning under sommer-OL 2024 – 4x100 m medley (damer)
Kvindernes 4 x 100 meter medley stafet-stævne ved sommer-OL 2024 blev afholdt den 3. og 4. august 2024 i Paris Aquatics Centre.

## Resultater

### Heats
| Rangering | Heat | Bane | Svømmer | Tid     | Noter |
| --------- | ---- | ---- | --- | ------- | ----- |
| 1         | 1    | 4    | Australien · Iona Anderson (58.67) · Ella Ramsay (1:06.79) · Alexandria Perkins (56.59) · Meg Harris (52.76)                  | 3:54.81 | Q     |
| 2         | 2    | 5    | Canada · Ingrid Wilm (59.42) · Sophie Angus (1:06.07) · Mary-Sophie Harvey (57.68) · Penny Oleksiak (52.93)                   | 3:56.10 | Q     |
| 3         | 1    | 5    | Kina · Wang Xue'er (59.75) · Tang Qianting (1:05.74) · Yu Yiting (56.60) · Wu Qingfeng (54.25)                                | 3:56.34 | Q     |
| 4         | 2    | 4    | USA · Katharine Berkoff (58.98) · Emma Weber (1:07.39) · Alex Shackell (57.32) · Kate Douglass (52.71)                        | 3:56.40 | Q     |
| 5         | 2    | 6    | Japan · Rio Shirai (1:00.91) · Satomi Suzuki (1:05.52) · Mizuki Hirai (56.32) · Rikako Ikee (53.77)                           | 3:56.52 | Q     |
| 6         | 2    | 3    | Sverige · Hanna Rosvall (1:00.16) · Sophie Hansson (1:07.24) · Louise Hansson (56.62) · Sarah Sjöström (53.31)                | 3:57.33 | Q     |
| 7         | 1    | 6    | Frankrig · Emma Terebo (59.16) · Charlotte Bonnet (1:07.40) · Marie Wattel (57.19) · Mary-Ambre Moluh (53.65)                 | 3:57.40 | Q     |
| 8         | 1    | 3    | Holland · Maaike de Waard (1:00.19) · Tes Schouten (1:07.88) · Tessa Giele (57.01) · Marrit Steenbergen (52.40)               | 3:57.48 | Q     |
| 9         | 1    | 7    | Tyskland · Laura Riedemann (1:01.05) · Anna Elendt (1:05.92) · Angelina Köhler (56.74) · Nina Holt (54.41)                    | 3:58.12 |       |
| 10        | 2    | 2    | Storbritannien · Kathleen Dawson (1:00.67) · Angharad Evans (1:05.40) · Keanna Macinnes (58.72) · Freya Anderson (53.55)      | 3:58.34 |       |
| 11        | 2    | 1    | Irland · Danielle Hill (1:00.84) · Mona McSharry (1:05.38) · Ellen Walshe (58.01) · Grace Davison (55.89)                     | 4:00.12 | NR    |
| 12        | 1    | 2    | Polen · Adela Piskorska (1:00.96) · Dominika Sztandera (1:07.39) · Paulina Peda (58.66) · Kornelia Fiedkiewicz (53.93)        | 4:00.94 |       |
| 13        | 1    | 1    | Hongkong · Hoi Shun Stephanie Au (1:01.49) · Siobhan Haughey (1:07.01) · Cheuk Tung Natalie Kan (59.76) · Hoi Lam Tam (55.30) | 4:03.56 |       |
| 14        | 2    | 8    | Singapore · Levenia Sim (1:02.30) · En Yi Letitia Sim (1:06.76) · Quah Jing Wen (59.94) · Gan Ching Hwee (56.58)              | 4:05.58 |       |
| 15        | 1    | 8    | Danmark · Schastine Tabor · Thea Blomsterberg · Martine Damborg · Elisabeth Sabroe Ebbesen                                    | DSQ     |       |
| 15        | 2    | 7    | Italien · Margherita Panziera · Benedetta Pilato · Viola Scotto Di Carlo · Sofia Morini                                       | DSQ     |       |

### Finale
| Rangering | Bane | Hold | Tid     | Noter |
| --------- | ---- | --- | ------- | ----- |
| 1         | 6    | USA · Regan Smith (57.28) OR · Lilly King (1:04.90) · Gretchen Walsh (55.03) · Torri Huske (52.42)               | 3:49.63 | WR    |
| 2         | 4    | Australien · Kaylee McKeown (57.72) · Jenna Strauch (1:07.31) · Emma McKeon (56.25) · Mollie O'Callaghan (51.83) | 3:53.11 |       |
| 3         | 3    | Kina · Wan Letian (59.81) · Tang Qianting (1:05.79) · Zhang Yufei (55.52) · Yang Junxuan (52.11)                 | 3:53.23 |       |
| 4         | 5    | Canada · Kylie Masse (58.29) · Sophie Angus (1:06.54) · Maggie Mac Neil (55.79) · Summer McIntosh (53.29)        | 3:53.91 |       |
| 5         | 2    | Japan · Rio Shirai (1:01.24) · Satomi Suzuki (1:05.08) · Mizuki Hirai (56.27) · Rikako Ikee (53.58)              | 3:56.17 |       |
| 6         | 1    | Frankrig · Emma Terebo (59.00) · Charlotte Bonnet (1:06.85) · Marie Wattel (57.29) · Beryl Gastaldello (53.15)   | 3:56.29 | NR    |
| 7         | 7    | Sverige · Hanna Rosvall (1:00.38) · Sophie Hansson (1:06.24) · Louise Hansson (56.95) · Sarah Sjöström (53.35)   | 3:56.92 |       |
| 8         | 8    | Holland · Maaike de Waard (59.91) · Tes Schouten (1:08.55) · Tessa Giele (57.51) · Marrit Steenbergen (53.55)    | 3:59.52 |       |